# Ану (Вогези)
Ану (фр. Anould) насеље је и општина у североисточној Француској у региону Лорена, у департману Вогези која припада префектури Сен Дије де Вогез.
По подацима из 2011. године у општини је живело 3363 становника, а густина насељености је износила 138,79 становника/km². Општина се простире на површини од 24,23 km². Налази се на средњој надморској висини од 455 метара (максималној 933 m, а минималној 419 m).

## Демографија
| 1962. | 1968. | 1975. | 1982. | 1990. | 1999. | 2011. |
| ----- | ----- | ----- | ----- | ----- | ----- | ----- |
| 2.457 | 2.642 | 2.700 | 2.885 | 2.960 | 2.992 | 3.363 |

График промене броја становника у току последњих година